# پائولا کول
پائولا کول (انگلیسی: Paula Cole؛ زادهٔ ۵ آوریل ۱۹۶۸) یک موسیقی‌دان اهل ایالات متحده آمریکا است. وی از سال ۱۹۹۲ میلادی تاکنون مشغول فعالیت بوده‌است.